# Злучений Український Американський Допомоговий Комітет
Злучений Український Американський Допомоговий Комітет (ЗУАДК) — (англ. United Ukrainian American Relief Committee, UUARC) — українська міжнародна громадська організація у Філадельфії, США.

## Історія
Створена у 1944 році Конгресом українців Америки з метою надання матеріальної допомоги українцям в Україні та діаспорі. Діяльність ЗУАДК через Європейське представництво зосередилася на допомозі українським переселенцям переважно в Німеччині та Австрії для переселення їх на Північноамериканський континент. Фінансову основу склали кошти міжнародних організацій, добровільні пожертви українських установ, організацій та окремих осіб.
Заходами ЗУАДК до США переселилося близько 50 тис. осіб, понад 3 тис. натуралізувалися в Німеччині.
Наприкінці 1950–х рр. більшість бажаючих емігрувала з Німеччини до США, і діяльність організації в Європі помітно ослабла. З кінця 1980–х рр. ЗУАДК увагу приділяє допомозі українцям в Україні та новим емігрантам.
Станом на 2016 рік президент ЗУАДК — Кий Лариса.